# Guillaume IV van Orange

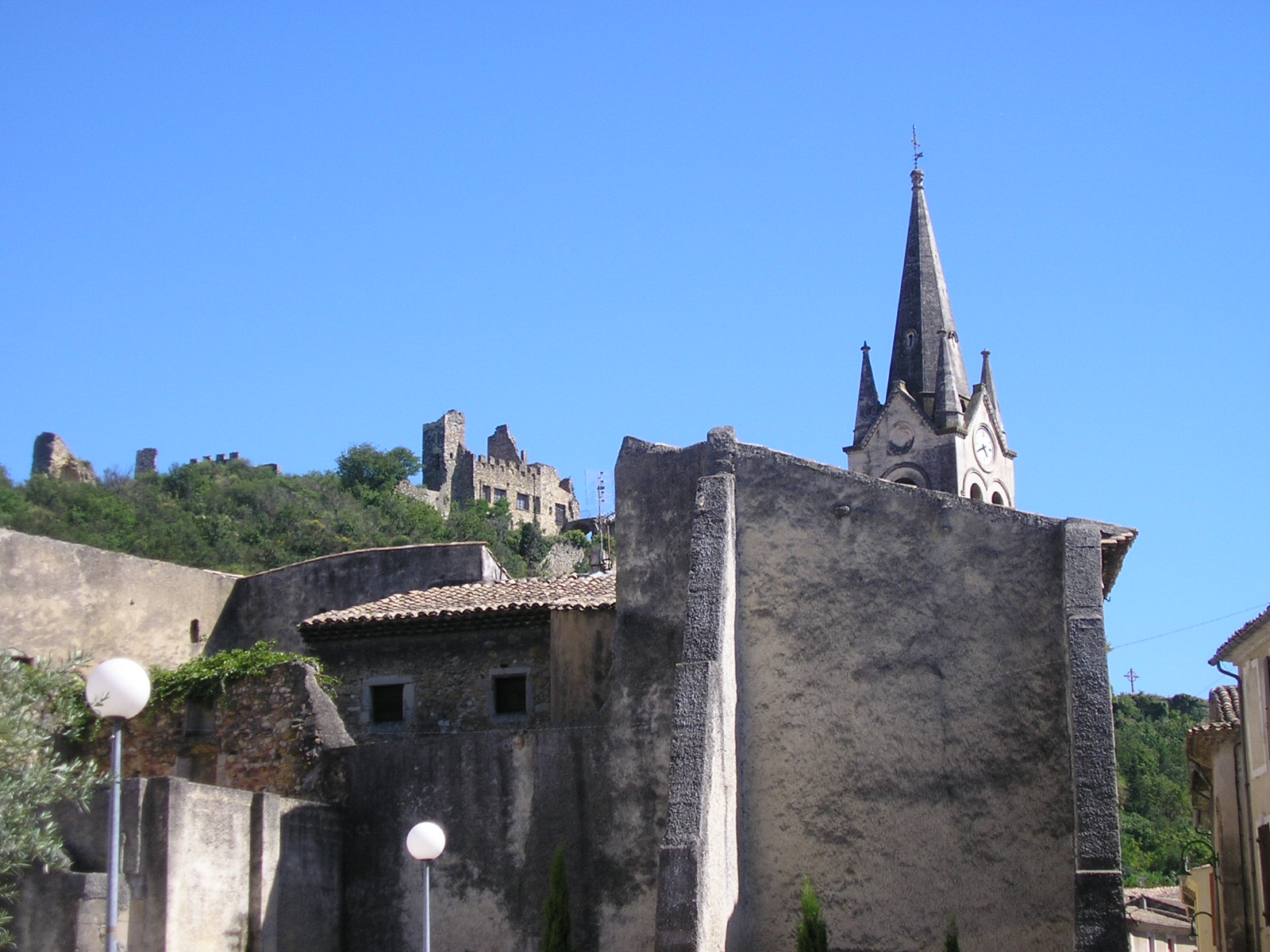
Resten van het middeleeuwse Mondragon, Frans departement Vaucluse

Guillaume IV van Orange ( - Orange, 3 december 1281) was bisschop van Orange van 1279 tot 1281, in het prinsdom Orange.
Het huis Les Baux heerste toen over het prinsdom Orange, dat zelf deel was van het koninkrijk Bourgondië. Van zijn voorganger bisschop Josselinus, een franciscaner monnik, erfde Guillaume IV een lege schatkist. Guillaume IV leefde zo arm dat hij zelfs geen paard had om de parochies te bezoeken; zoals een kroniekschrijver schreef: equitare nog valebat. Dit betekende: hij was (financieel) niet in staat paard te rijden. De aartsbisschop van Arles, Bernard, schonk daarom aan het bisdom Orange enige van zijn inkomsten die hij ontving uit het dorp Mondragon. Dit dorp lag in het naburige graafschap Provence.